# T-40

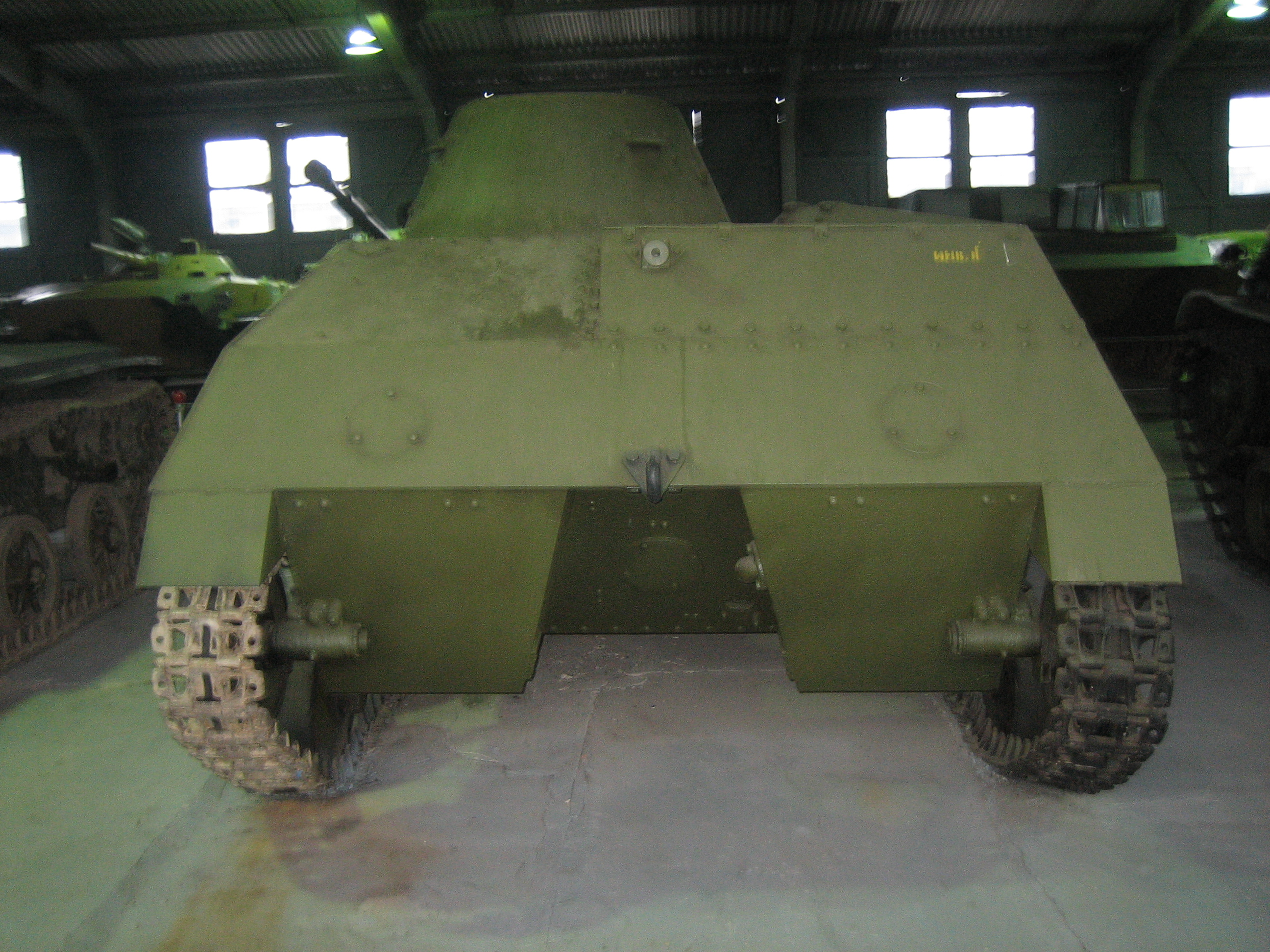
Đằng sau xe tăng T-40

Xe tăng trinh sát lội nước T-40 là một xe tăng hạng nhẹ lội nước được Hồng quân sử dụng trong chiến tranh thế giới thứ hai.

## Tầm quan trọng
Khả năng lội nước rất quan trọng với Hồng quân. Nhằm thay thế hai loại xe tăng lội nước là T-37 và T-38, T-40 đã được thiết kế một cách đơn giản để trang bị cho Hồng quân nhưng chỉ có một số lượng ít hơn 200 chiếc được sản xuất.

## Thiết kế
Cấu tạo của xe cho phép sử dụng rộng rãi động cơ và các tổ hợp dành cho ô tô. Động cơ và hệ thống truyền động nằm bên phải xe. Thân xe hình thành từ những tấm thép cán, kết nối với nhau bằng phương pháp hàn và tán đinh. Bộ phận truyền động có 4 bánh đỡ mỗi bên và hệ thống treo xoắn riêng. Dành cho khả năng hoạt động dưới nước phần dưới đuôi xe được lắp một chân vịt 4 cánh và 2 tay lái nước.

## Vũ khí
Xe được trang bị tháp pháo với súng máy hạng nặng DShK 12.7 mm và súng máy DT 7.62 mm được bố trí phía bên trái xe.

## Hoạt động
Gần tháng 6 năm 1941, Hồng quân có 220 chiếc xe tăng hạng nhẹ lội nước T-40. Tuy nhiên, những trận đánh đầu tiên đã chỉ ra những điểm yếu của loại xe tăng này, vì nhiệm vụ cơ bản của nó không phải là trinh sát mà dành cho sự hỗ trợ bộ binh. T-40 chưa khi nào được sử dụng với nhiệm vụ như một xe lội nước. Vì thế, mùa hè năm 1941, công xưởng số 37 (Moskva) đã chuyển sang biến thể khác T-40S (S-lục quân, đất liền, trên bộ). Ngoại trừ phiên bản đó với vũ khí của dòng xe tăng cũ, loại xe tăng với pháo ShVAK 20mm cũng được sản xuất với cơ số đạn 154 viên. Chân vịt dành cho khả năng lội nước không được lắp trên loại xe tăng đó.

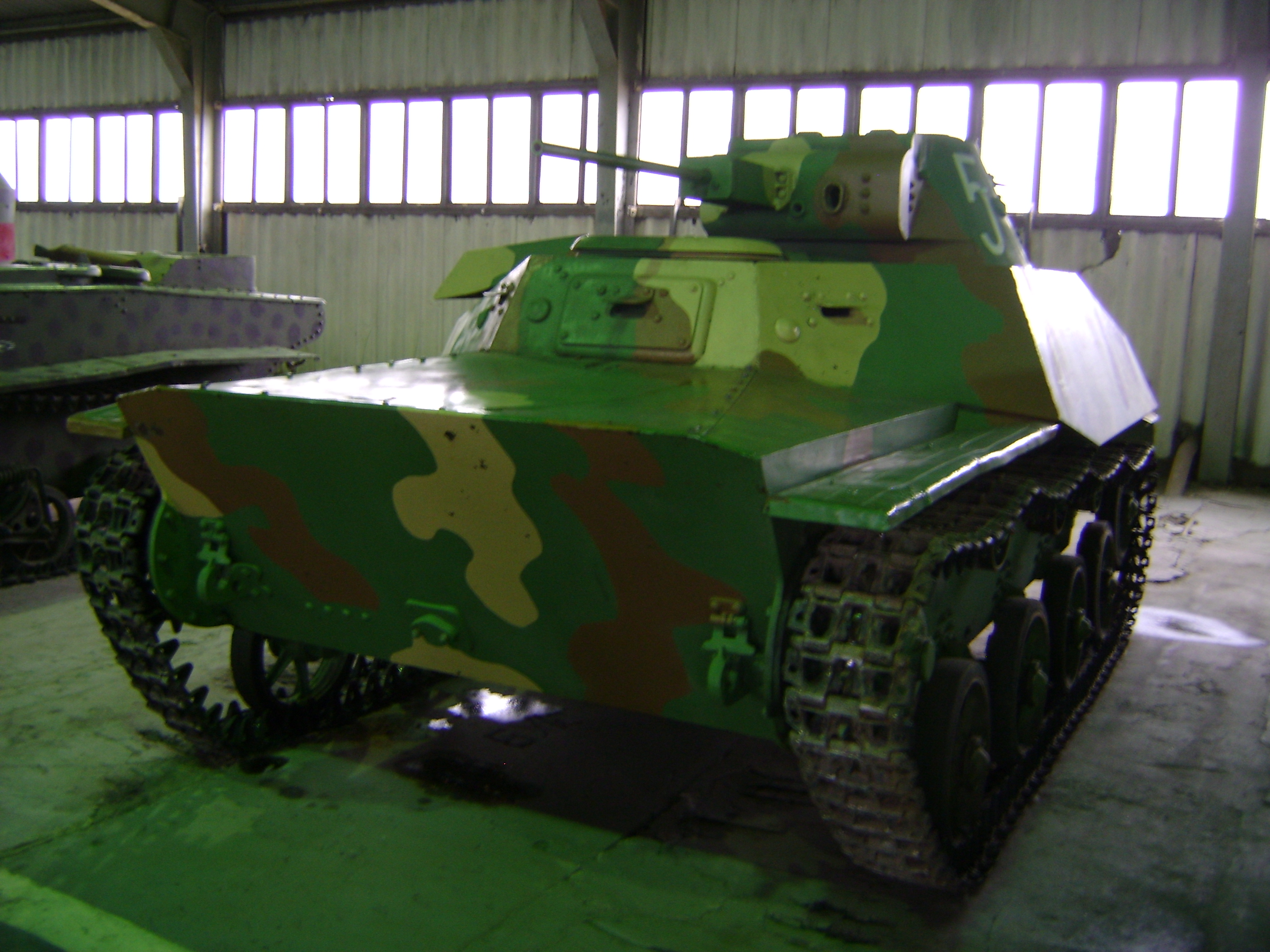
Biến thể T-30

Trên phiên bản sau, với tên gọi T-30, cũng thiếu hốc dành cho chân vịt – đuôi xe phía sau trở nên thẳng. Giáp bảo vệ được tăng lên đến 15mm, và cơ số đạn súng máy cũng được tăng lên đến 750 viên. Những chiếc xe cuối cùng thuộc kiểu này được sản xuất vào tháng 9 năm 1941 và được đưa vào các nhà máy phục vụ cho dây chuyền sản xuất loại xe tăng hạng nhẹ T-60.
Trong các quân đoàn, 3 biến thể này được biết dưới một tên gọi T-40. Và nếu không phân chia theo từng biến thể, tổng cộng, các công xưởng đã sản xuất được 709 chiếc xe tăng T-40. Tất cả các xe tăng này được sử dụng cho các lữ đoàn xe tăng hỗn hợp, nơi tối thiểu một tiểu đoàn được trang bị T-40 hay T-60. Giáp và trang bị yếu của loại xe tăng này làm chúng nhanh chóng bị loại khỏi vòng chiến. Sự sản xuất T-40 kết thúc giữa năm 1942.